# 斯托克嶺
67°31′S 68°12′W / 67.517°S 68.200°W
斯托克嶺（英語：Stork Ridge）是南極洲的山嶺，位於葛拉漢地的阿德萊德島東南部，處於羅瑟拉角西北面6公里，長1.9公里，海拔高度約420米，現時由南極條約體系管理。